# Công giáo tại Pakistan
Giáo hội Công giáo ở Pakistan là một phần của Giáo hội Công giáo Hoàn vũ, dưới sự lãnh đạo tinh thần của giáo hoàng ở Vatican.
Có hơn một triệu người Công giáo ở Pakistan, chiếm ít hơn 1% tổng dân số. Có 7 lãnh thổ giáo luật của Gáo hội tại Pakistan bao gồm 2 tổng giáo phận, 4 giáo phận và một Hạt Đại diện Tông Tòa tất cả đều thuộc nghi lễ Latin.
Giáo hội Công giáo ở Pakistan cũng tích cực trong giáo dục quản lý các cơ sở giáo dục hàng đầu như trường trung học Saint Patrick, Karachi, về lĩnh vực chăm sóc sức khỏe và các khía cạnh xã hội khác của cuộc sống hàng ngày ngoài công chính vốn có trên danh nghĩa tâm linh của nó. Năm 2008, Giáo hội Công giáo quản lý 534 trường học, 53 ký túc xá, 8 trường cao đẳng, 7 viện kỹ thuật và 8 trung tâm giáo lý.
Joseph Marie Anthony Cordeiro, Tổng giám mục đô thành Tổng giáo phận Karachi, trở thành Hồng y đầu tiên của Pakistan được vinh thăng. Ông được vinh thăng bởi Giáo hoàng Phaolô VI vào ngày 5 tháng 3 năm 1973. Giáo hoàng Gioan Phaolô II đã có chuyến viếng thăm Pakistan vào ngày 16 tháng 2 năm 1981.
Giáo hoàng Gioan Phaolô II đã tiếp kiến riêng Tổng thống Pakistan Pervez Musharraf tại Vatican vào ngày 30 tháng 9 năm 2004. Năm 2004, Tổng thống Pervez Musharraf bắt đầu tổ chức một bữa ăn tiệc Giáng sinh hàng năm như một biểu hiện của thiện chí. Lần đầu tiên trong lịch sử đất nước, Shahbaz Bhatti, một người Công giáo, trở thành bộ trưởng liên bang dành cho Cộng đồng Thiểu số trong năm 2008. Bhatti bị ám sát vào ngày 2 tháng 3 năm 2011.
Giáo hoàng Biển Đức XVI đã gặp các giám mục Công giáo của Pakistan vào ngày 19 tháng 6 năm 2008. Các giám mục ở Roma vì chuyến thăm ad limina của họ.
Vào ngày 20 tháng 5 năm 2018, Giáo hoàng Phanxicô thông báo ông vinh thăng Tổng giám mục Joseph Coutts của Tổng giáo phận Karachi tước vị Hồng y trong một buổi lễ cử hành ngày 29 tháng 6.

## Danh sách các giáo tỉnh và giáo phận Công giáo ở Pakistan

### Giáo tỉnh Lahore
Tổng giáo phận Lahore
Giáo phận Faisalabad
Giáo phận Islamabad-Rawalpindi
Giáo phận Multan

### Giáo tỉnh Karachi
Tổng giáo phận Karachi
Giáo phận Hyderabad
Hạt Đại diện Tông Tòa Quetta